# 奧西尼克 (密歇根州)
奧西尼克（英語：Ossineke）是位於美國密歇根州阿爾皮納縣的一個普查規定居民點。

## 人口
根據2020年美國人口普查的數據，奧西尼克的面積為9.50平方千米，當中陸地面積為9.47平方千米，而水域面積為0.03平方千米。當地共有人口1635人，而人口密度為每平方千米172.11人。